# Речлаг
Речлаг (полное название Речной лагерь), также Особый лагерь № 6, Особлаг № 6 — лагерь для политзаключенных с центром в г. Воркуте Коми АССР.

## История
Речной лагерь, Речлаг (адрес «п/я ЖЯ-407»), особый лагерь для политзаключенных, организован 27 августа 1948 года на базе лагерных подразделений Воркутлага. Максимальное число заключенных в Речлаге — 37 654 человек (на 1 января 1954 г.).
1951 год, 1 января — в Речлаге содержались:
осуждённые за «контрреволюционные преступления» — 35 418 человек (99,9 % списочного состава заключённых),
из них 7892 чел. (22,3 %) за «предательство и пособничество немецким оккупантам».
11 843 человека (33,4 %) были осуждены на каторжные работы.
23 681 человек (66,8 %) имели срок более 10 лет, из них срок более 20 лет имели 10 639 человек (более 30 %).
Национальный состав Речлага:
 — украинцы — 14 202 человека (40,1 %)
 — русские — 5242 человека (14,8 %)
 — литовцы — 4344 человека (12,3 %)
 — эстонцы — 2038 человек (5,7 %)
 — латыши — 1966 человек (5,5 %)
 — белорусы — 1493 человека (4,2 %)
 — поляки — 1117 человек (3,2 %)
 — немцы — 441 человек (1,2 %)
1953 год — в Речном лагере МВД СССР насчитывается 17 лагерных отделений.
В июле — августе 1953 г. в Речлаге произошло восстание заключенных, которое было жестоко подавлено.
Закрыт 26 мая 1954 года; объединены Управления Речлага и Воркутинского ИТЛ.

## Выполняемые работы
- Добыча угля на шахтах № 1 и 8 (с открытия), № 7, 12, 14 (с 10.06.1948), № 9-11, 40 (с 15.04.1949), на шахте № 6 (не позже 21.11.1949), № 29 (не позже 07.05.1951).
- Обслуживание шахтуправлений № 1 и 2 и стройконторы шахты № 30.
- Работа в Дорожно-строительном управлении № 4 (ст. Северная).
- Работа в совхозе «Заполярный» (ст. Никита, 501 стройка) и на кирпичных заводах № 1 и 2.
- Строительство ТЭЦ-2 МВД (ст. Аяч-Яга железнодорожного комбината).
- Работы на гравийном карьере дорожного строительства, на глиняном карьере кирпичного завода № 2.
- Работа в пошивочных мастерских (ст. Новая Воркутинской железной дороги МПС).
- Работа на Деревообделочном комбинате № 3. (г. Воркута, пос. Октябрьский).
- Работы транспортного управления комбината «Воркутауголь», управления Дорстроя, стройконторы Горстроя № 2, РЭМЗ-1 (Ремонтного электромеханического завода), мастерских геологоразведочного управления «Воркутаугля» (ст. Рудник).

## Структура
- лагерное отделение № 1 — шахта «Капитальная», Горстой[2]:С. 479, 677
- лагерное отделение № 2 — шахта № 7[2]:С. 448, 677
- лагерное отделение № 3 — шахтуправление № 2 (ШУ-2) (Аяч-яга)[2]:С. 499, шахты № 12, № 14, № 16[2] :С. 449
- лагерное отделение № 4 — шахта № 6, стройучасток, деревообделочный комбинат, мехцех, погрузка, лесосклад, котельная[2] :С. 473, 480
- лагерное отделение № 5 — шахта № 40[2]:С. 473
- лагерное отделение № 6 — шахтуправление № 1, шахты № 9, № 10, № 11[2]:С. 435, 453., Горстрой[2] :С. 677, в том числе каторжане[2]:С. 508
- лагерное отделение № 7
- лагерное отделение № 8 (женское) — база ОИС[2]:С. 454, гравийный карьер[2]:С. 509
- лагерное отделение № 9 — шахта № 8, в том числе каторжане[2] :С. 441-442
- лагерное отделение № 10 — шахта № 29 (пос. Юршор)
- лагерное отделение № 11 — шахта № 11 (лаг. пункт 1), СК № 11[2] :С. 474—475
- лагерное отделение № 12
- лагерное отделение № 13 — шахта № 30[2]:С. 467
- лагерное отделение № 14
- лагерное отделение № 15 — шахта № 4[2]:С. 487, в том числе каторжане
- лагерное отделение № 16 — промзона, строительство ТЭЦ-2[2]:С. 462, 467
- лагерное отделение № 17

- ОЛП № 62[2]:С. 460

## Численность
| Дата          | численность | Дата          | численность |
| ------------- | ----------- | ------------- | ----------- |
| ноябрь 1948   | 6654        | 1 января 1952 | 35 459      |
| 1 января 1949 | 7474        | 1 января 1953 | 35 451      |
| 1 января 1950 | 25 024      | 1 января 1954 | 37 654      |
| 1 января 1951 | 27 547      |               |             |

Лимит наполнения менялся от 10 000 в 1948 году, 25 000 в 1949 году, 35 000 — 21 мая 1951, в том числе за счёт сокращения лимита Озерлага (Особлага № 7) на 5 тысяч.

## Начальники
- Шунькин Ф. И., подполковник, с 27.08.1948 по 03.04.1950.
- Кухтиков А. Д., полковник, с 03.04.1950 — не ранее 02.09.1951, оставался начальником Воркутинского ИТЛ и комбината «Воркутауголь» до 15.04.1952.
- Деревянко А. А., генерал-майор, с 16.06.1953 по 26.05.1954, уволен как бывший начальник Управления Речного Лагеря по служебному несоответствию.